# Katie Boland

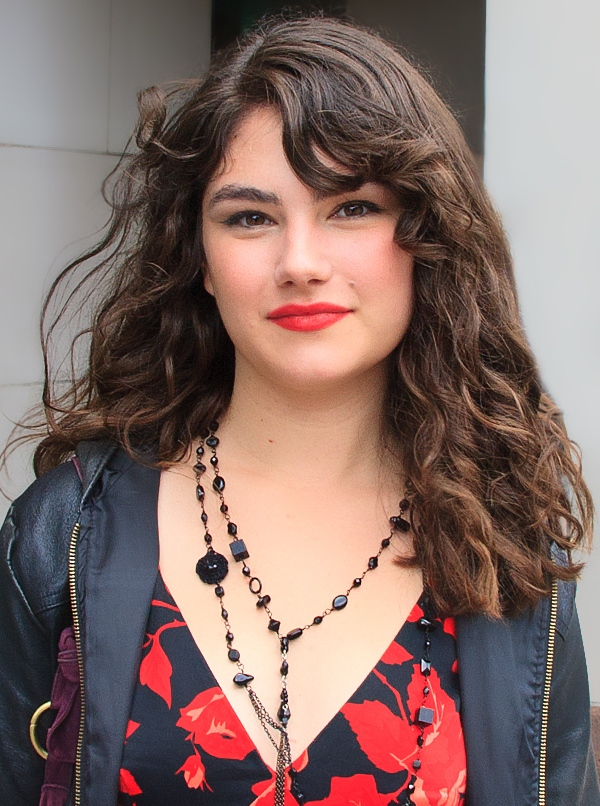
Katie Boland 2010 beim Toronto International Film Festival

Katherine Lenora „Katie“ Boland (* 14. Februar 1988 in Toronto, Ontario) ist eine kanadische Schauspielerin.

## Karriere
Boland wurde in ihrer Jugend bekannt für ihre Rollen in den kanadischen Kinderserien Noddy and The Zack Files. Seitdem übernahm sie größere Rollen in vielen Fernsehfilmen und spielte eine Hauptrolle in der Drama-Miniserie Terminal City. Boland spielte Christine in dem Hallmark Channel The Note von 2007 und der Fortsetzung von 2009 Taking a Chance on Love. Sie spielte außerdem in verschiedenen Independentfilmen wie Some Things That Stay, Mount Pleasant, Adoration, Growing Op und Daydream Nation. 2009 wurde sie von der Elle Canada unter die drei Kanadier, die man sich ansehen sollte, gewählt.
Boland schrieb die Hulu-Webserie Long Story, Short, in der sie selbst eine Hauptrolle spielt und ihre Mutter Gail Harvey Regie führte. Die Serie wurde in dem Haus gedreht, in dem Boland aufgewachsen war, und basierte auf ihren Essays The Summer I Lost My Mind.

## Privatleben
Boland lebt in Los Angeles und Toronto. Sie schreibt literarische Texte und arbeitet als Journalistin für den Toronto Star, Blog TO, SheDoesTheCity und TChad Quarterly. Sie schreibt auch einen Blog, der Auszüge aus ihren fiktionalen und nicht-fiktionalen Texten enthält.

## Filmografie

### Filme
- 1997: Der dritte Zwilling (The Third Twin)
- 1998: God’s New Plan
- 1998: Noddy: Anything Can Happen at Christmas (Fernsehfilm)
- 1999: Judgment Day: The Ellie Nesler Story
- 1999: Im Fadenkreuz der Angst (Striking Poses)
- 1999: The Life Before This
- 2000: One True Love
- 2002: Guilty Hearts
- 2004: Some Things That Stay
- 2005: Shania: A Life in Eight Albums
- 2005: The Stranger I Married
- 2006: Four Extraordinary Women
- 2006: Mount Pleasant
- 2007: The Note
- 2008: Simons Geheimnis (Adoration)
- 2008: Operation Marijuana (Growing Op)
- 2009: Taking a Chance on Love
- 2009: Dancing Trees
- 2010: The Making of Plus One
- 2010: Die! – Ein Spiel auf Leben und Tod (Die)
- 2010: Daydream Nation
- 2012: The Master
- 2012: Looking Is the Original Sin
- 2013: Cold Spring
- 2013: Sex After Kids
- 2013: Ferocious
- 2013: Gerontophilia
- 2014: Fall
- 2015: Born to Be Blue
- 2015: People Hold On
- 2016: Christmas Inc. – Eine Spielzeugfabrik zum Verlieben (Christmas Incorporated)
- 2016: Renaissance
- 2016: Joseph and Mary
- 2017: Cardinals
- 2017: Love of My Life
- 2018: Stolen (Fernsehfilm)
- 2018: Never Saw It Coming
- 2019: ClickBait! (2 Folgen)
- 2019: One in Two People (Kurzfilm)
- 2019: Beast Within
- 2020: The Bet
- 2021: We’re All in This Together

### Fernsehserien
- 1998–2000: Noddy (Hauptrolle; 66 Folgen)
- 2000: In a Heartbeat (Folge: Things That Go Bump in the Night)
- 2000–2002: The Zack Files (Hauptrolle; 49 Folgen)
- 2002: Salem Witch Trials (Miniserie)
- 2005: Terminal City (Miniserie; 10 Folgen)
- 2011: Murdoch Mysteries (Folge: Voices)
- 2011: Lost Girl (Folge: It’s Better to Burn Out Than Fae Away)
- 2012: The Listener – Hellhörig (The Listener, Folge: She Sells Sanctuary)
- 2013–2015: Reign (8 Folgen)
- 2014: Darknet – Nur ein Klick zum Horror (Folge: Darknet 4)
- 2015: Motive (Folge: Best Enemies)
- 2018: Night Owl (2 Folgen)
- 2019: You Me Her (Folge: Squonk Happens)
- 2019–2020: Private Eyes (2 Folgen)
- 2022: Memorial Hospital – Die Tage nach Hurrikan Katrina (Five Days at Memorial; Miniserie; 6 Folgen)

### Internet
- 2013: Long Story, Short (11 Folgen)
- 2013: Off2Kali Comedy (Folge: Bisexual Date)